# Pêro Viseu
Pêro Viseu is een plaats (freguesia) in de Portugese gemeente Fundão en telt 831 inwoners (2001).